# Agustín Nve Ondo Nchama
Agustín Nve Ondo Nchama fue un político ecuatoguineano.

## Biografía
En 1962 era diputado provincial de la Diputación Provincial de Río Muni, tras haber sido elegido en las elecciones provinciales de 1960. Durante la visita a Micomeseng, en transcurso del viaje de Carrero Blanco en octubre de 1962 a la en aquel entonces Región Ecuatorial Española, Nve Ondo afirmó su voluntad de pertenecer a la nación española. En junio de 1967 fue nombrado miembro del Consejo de Gobierno de la Guinea Ecuatorial, en calidad de consejero de Agricultura, Ganadería y Bosques del Consejo de Gobierno Autónomo de Guinea Ecuatorial (existente entre 1963 y 1968), bajo la presidencia de Bonifacio Ondó. En marzo de 1968, en las postrimerías de la independencia de Guinea Ecuatorial, se entrevistó en Madrid con el vicepresidente español, Carrero Blanco, con el director general de Plazas y Provincias Africanas y con el presidente del Banco de Crédito Agrícola.
Tras la independencia de Guinea Ecuatorial fue diputado en la Asamblea Nacional, pero tras la crisis diplomática con España de 1969 y el supuesto intento de golpe de Estado de Atanasio Ndongo fue perseguido por el régimen de Francisco Macías, siendo asesinado poco después.